# Gleo
Natalia Gallego Sánchez (Bogotá, Colombia, 1992), cuyo nombre artístico es Gleo, es una artista callejera colombiana conocida por sus grandes murales que a menudo representan a criaturas místicas, en muchas ocasiones con grandes ojos amarillos. Sus murales están en Argentina, Paraguay, Perú, Costa Rica, México, Estados Unidos, Brasil, Ecuador, Marruecos, España, Portugal, Bélgica, Holanda o Suecia.

## Trayectoria
Gleo nació en 1992 en Bogotá, Colombia, pero creció en Cali.Empezó a estudiar Química y después se pasó a Artes Visuales y Diseño Gráfico en la Universidad del Valle, pero no terminó ninguna de las carreras por diferencias con el mundo académico.Comenzó a experimentar con el arte callejero a los diecisiete años, teniendo como referentes a artistas locales como Puro Amor o Guacala. Aunque empezó con el uso del vinilo y representaciones de criaturas marinas, su arte ha ido evolucionando hasta representar rostros humanos y grandes seres místicos.
En 2016, organizó una exposición titulada Origo, en la que incluyó una multitud de formas artísticas como la pintura sobre lienzo, la escultura y los objetos intervenidos. Dos años después, participó en el Proyecto Mural Horizontes y pintó El Sueño Original en un gran elevador de granos en Wichita, Kansas. El mural fue creado en un esfuerzo por unir los barrios históricamente negros y latinos separados por el elevador. Con esta obra, Gleo rompió el récord mundial del mural pintado en acrílico más grande realizado por un solo artista.
En 2022, Gleo pintó uno de los murales más grandes de los Países Bajos titulado Mujer flor en la ventana. Encargado por la Royal Picture Gallery Mauritshuis de La Haya para celebrar el bicentenario del museo, mide 15,5 x 45 metros, unos 697,5 metros cuadrados y cubre la fachada un edificio de 17 pisos. El mural está inspirado en el cuadro El jarrón con flores en una ventana de Ambrosius Bosschaert y la artista colombiana lo pintó en el transcurso de veintiún días.